# گمینا ونگوژنو
گمینا ونگوژنو (به لهستانی:  Gmina Węgorzyno) یک گمینا در لهستان است که در شهرستان ووبز واقع شده‌است. گمینا ونگوژنو ۲۵۶٫۱۹ کیلومتر مربع مساحت و ۷٬۳۱۶ نفر جمعیت دارد.